# Richard Kandt

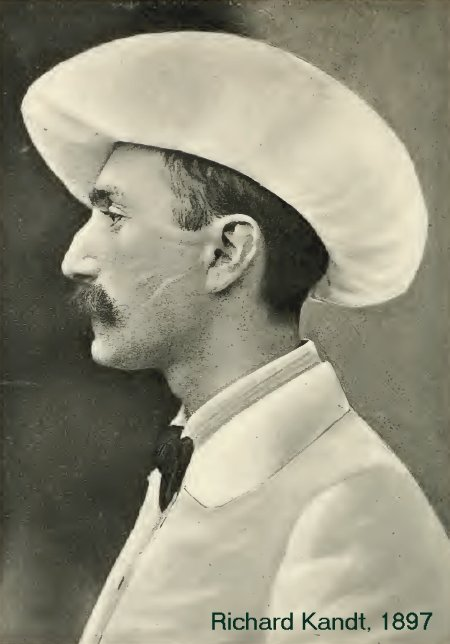
Richard Kandt, 1897

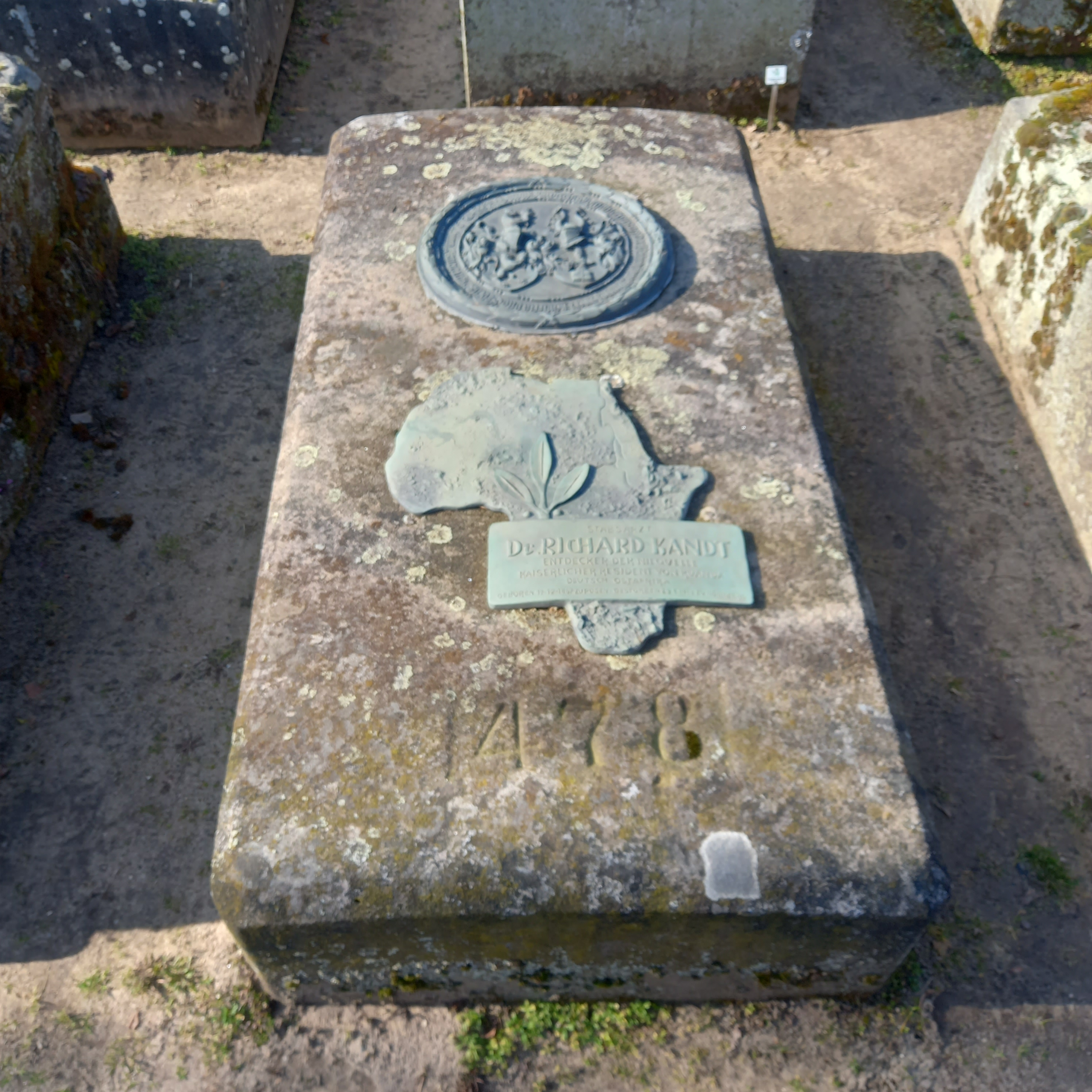
Das Grab von Richard Kandt auf dem Johannisfriedhof in Nürnberg

Richard Kandt (vor 1894 Richard Kantorowicz; * 17. Dezember 1867 in Posen; † 29. April 1918 in Nürnberg) war ein deutscher Arzt und Afrikaforscher.

## Leben
Richard Kantorowicz wurde als Sohn eines jüdischen Kaufmannes in Posen geboren. Die Familie war in Posen weitverzweigt, zur Verwandtschaft gehörte etwa der spätere Historiker Ernst Kantorowicz. Richards Vater starb, als der Sohn wenige Monate alt war, hinterließ ihm aber ein stattliches Vermögen, auf das er bei Eintritt seiner Volljährigkeit zugreifen konnte und das den Grundstock für seine späteren Forschungsreisen bildete. Nachdem er auf der Schule in Posen durchgefallen war, absolvierte er sein Abitur in Kolberg in Pommern.
Der Sexualforscher Magnus Hirschfeld berichtet in seiner Autobiografie von seiner Freundschaft mit Richard Kantorowicz, mit dem er gemeinsam am Kolberger Domgymnasium am 5. September 1887 die Abiturprüfung bestand. Hirschfeld berichtet unter anderem folgende Episode: „Als ich […] unsere Petition für die Befreiung der Homosexuellen in Umlauf setzte, bekam ich von ihm [Kantorowicz] ein sehr langes Schreiben, in dem er mich beschwor, mich nicht einem Ziel zu opfern, das ich doch nie und nimmer erreichen könne […]. Nicht lange nach Empfang dieses Warnbriefes kam der ‚Auch Du, mein Sohn Brutus‘-Tag. Kandt war in die Hände eines Erpressers gefallen, der ihn […] bereits um einen beträchtlichen Teil seines Vermögens gebracht hatte. Er gab immer wieder, weil er wähnte, daß alles, was seine Ehre, wenn auch noch so unverschuldet, verdunkele, ein Flecken auf dem Ehrenschild seiner Verbindung sei. Mit völlig zermürbten Nerven ging er uns um Hilfe gegen seinen unersättlichen Vampir an, die ihm erfolgreich zu gewähren wir in der glücklichen Lage waren. Äußerlich befreit, blieb er innerlich gebrochen.“
Richard Kantorowicz studierte zunächst ein Semester Kunstgeschichte in Leipzig, dann Medizin in München und war dort seit 1887 Mitglied der erst im selben Jahr gegründeten Burschenschaft Rhenania-München. Er galt als engagierter Burschenschafter, war mehrmals Fechtwart und focht insgesamt zwölf Mensuren auf Schläger und Säbel. Vehement setzte er sich dagegen ein, Sozialdemokraten in die Burschenschaft aufzunehmen, denen es an der „notwendigen vaterländischen Gesinnung“ mangele. Das Studium setzte er in Heidelberg und Würzburg fort. 1891/92 absolvierte er den Wehrdienst. Im Juli 1893 ließ er sich evangelisch taufen. 1894 bestand er das medizinische Staatsexamen und nahm den Namen Kandt an. Richard Kandt war später als Psychiater in Bayreuth und München tätig.

Bei einer privaten Romreise sah Kandt in der Nähe der Kirche Santa Maria sopra Minerva die Figur des Altvater Nil, die ihn überaus beeindruckte und den Wunsch in ihm weckte, die seit dem Altertum gesuchte Nilquelle zu finden. Aufgrund der Forschungen Henry Morton Stanleys wusste man, dass diese am Osthang der Berge des Zentralafrikanischen Grabens zu suchen wäre, in Ruanda, einem bis dahin unerforschten Land. Kandt entschloss sich, beim Berliner Anthropologen und Ethnographen Felix von Luschan zu studieren, um die notwendigen Kenntnisse für eine wissenschaftliche Expedition zu sammeln. Da seine Versuche, sich offiziellen Expeditionen anzuschließen, fehlschlugen, ließ er sich vom Auswärtigen Amt die Genehmigung für eine privat finanzierte Forschungsreise erteilen. Zwischen 1897 und 1907 erforschte er den Nordwesten von Deutsch-Ostafrika. Kandts Suche nach der Nilquelle folgte dem damals üblichen Prinzip, flussaufwärts zu ziehen und beim Zusammenfluss zweier Flüsse dem wasserreicheren zu folgen. Mitte August 1898 erreichte er im ruandischen Nyungwe-Wald das Ende eines Hochtals.  In seinem Werk Caput Nili berichtet Kandt darüber: 
„Nur noch als 30 cm breites Rinnsal kam hier der Rukarara aus einer pfadlosen, mit Wald und üppigster Vegetation erfüllten Schlucht. [...] Wir erreichten einen kleinen feuchten Kessel am Ende einer Klamm, aus deren Boden die Quelle nicht sprudelnd, sondern Tropfen für Tropfen dringt: Caput Nili.“
Es ist umstritten, ob die von Kandt entdeckte Quelle wirklich die Nilquelle ist und er sich tatsächlich für den richtigen Quellfluss entschied. Von 1899 bis 1901 widmete er sich der Erforschung des Kiwusees.
1906 wurde er zum Kaiserlichen Residenten der mit Verordnung vom 20. Juni 1906 und mit Wirkung vom 15. November 1907 geschaffenen Residentur Ruanda von Deutsch-Ostafrika berufen. Kandt traf im August 1907 in Ruanda ein und gründete noch im gleichen Jahr seinen Residentensitz Kigali. Im Grenzstreit zwischen Belgien und dem Deutschen Reich handelte Kandt nach ethnographischen Studien die Kiwu-Russisi-Linie als Grenzlinie aus, die noch heute die Grenze zwischen Ruanda und der Demokratischen Republik Kongo bildet. Zu seinem Bedauern wurde allerdings die Insel Idjiwi 1910 Belgisch-Kongo zugeschlagen, obwohl die dort lebende Bevölkerung seinen Studien zufolge dem ruandischen Kulturkreis angehörte.
Im Frühjahr 1914 war er zu einem Urlaub nach Deutschland gekommen und konnte wegen des Ausbruchs des Ersten Weltkrieges im August 1914 nicht nach Ruanda zurückkehren. Bald nach Kriegsausbruch meldete er sich und ging als Stabsarzt an die Ostfront.

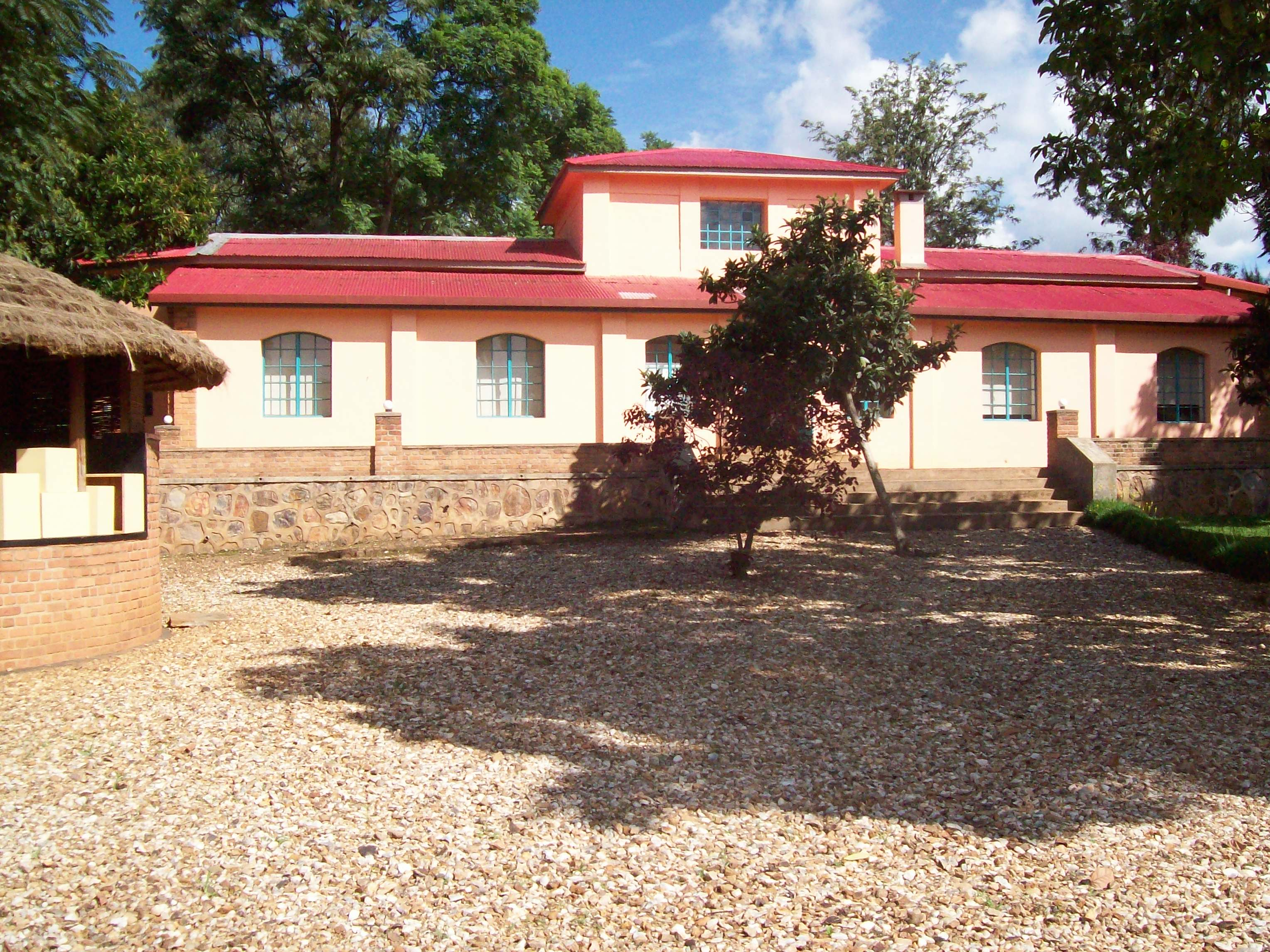
Das Kandt-Haus in Kigali

Kandt ist in Ruanda noch heute eine hoch geachtete Person. In seinem Haus in Kigali ist ein Naturkundemuseum eingerichtet worden und dort wird in einem Raum auch über ihn informiert. Eine Monografie über Ruanda, an der er mindestens schon seit 1911 schrieb, und die er bei seinem nächsten Urlaub in Deutschland (1914) abschließen zu können glaubte, blieb nach seinem Tode unauffindbar.
Seit etwa 1900 war er eng mit dem Schriftsteller Richard Voss befreundet, in dessen „Erinnerungen“ (1922) er einen breiten Raum einnimmt. Kandt starb am 29. April 1918 in einem Reservelazarett in Nürnberg an den Folgen einer am 2. Juli 1917 erlittenen Gasvergiftung, die er sich beim Versuch, Schwerverwundeten zu helfen, zugezogen hatte. Sein Grab befindet sich auf dem Johannisfriedhof von Nürnberg.

## Rezeption
Ein Gedicht von Richard Kandt wird in Nora Bossongs Roman Schutzzone (2019) zitiert.

## Werke
- Caput Nili. Eine empfindsame Reise zu den Quellen des Nils. Reimer, Berlin 1904 (archive.org); 3. Auflage 1914 (archive.org, archive.org); 6. Auflage 1921
- Meine Seele klingt. Nachgelassene Gedichte aus dem Kriege. [Hrsg. v. Franz Stuhlmann.] Reimer, Berlin 1918 (Digitalisat).